# Presidenza della Repubblica Socialista Federale di Jugoslavia
La Presidenza della Repubblica Socialista Federale di Jugoslavia (serbo: Председништво СФРЈ; croato: Predsjedništvo SFRJ;sloveno: Predsedstvo SFRJ; macedone: Претседателство на СФРЈ), è stato l'organo che ha esercitato in forma collettiva le funzioni di capo di stato della Repubblica Socialista Federale di Jugoslavia dalla morte del Maresciallo Tito il 4 maggio 1980, fino alla dissoluzione della Jugoslavia.

## Storia
La Presidenza della Repubblica Socialista Federale di Jugoslavia venne istituita nel 1971 in seguito agli emendamenti alla Costituzione del 1963. La Presidenza aveva 23 membri, tre per ogni repubblica, due per ogni provincia autonoma e il Presidente Josip Tito
Nel 1974, con la nuova costituzione la Presidenza della Repubblica Socialista Federale di Jugoslavia venne ridotta a nove membri, di cui otto eletti dai parlamenti di ogni repubblica e provincia autonoma e proclamati dall'Assemblea federale della Repubblica Socialista Federale di Jugoslavia; il nono membro era il Presidente del Presidium della Lega dei Comunisti di Jugoslavia. L'appartenenza d'ufficio del Presidente del Presidium della Lega dei Comunisti di Jugoslavia alla Presidenza della Repubblica Socialista Federale di Jugoslavia è stata abolita dalle modifiche costituzionali nell'autunno 1988. Il mandato della Presidenza durava cinque anni; la Presidenza è stata eletta in totale quattro volte: nel 1974, nel 1979, nel 1984 e nel 1989. Con l'approvazione della Costituzione del 1974 il Maresciallo Tito venne eletto Presidente a vita.
Fino al 1980 la maggior parte dei poteri della Presidenza, e del controllo sul Paese in generale, erano infatti esercitati dal Maresciallo Tito e solo la sua morte, nel maggio 1980, il suo ufficio rimase vacante e la Presidenza iniziò a funzionare secondo la costituzione.
La Presidenza ha tenuto a volte le sue sessioni in una composizione estesa; oltre ai membri Presidenza, a tali sessioni prendevano parte i seguenti funzionari: Presidente dell'Assemblea federale, Presidente e vicepresidente del Consiglio esecutivo federale (il governo), segretari federali (ministri) della difesa, degli affari interni ed esteri, il presidente della Conferenza federale dell'Alleanza socialista dei lavoratori della Jugoslavia e i presidenti delle presidenze delle repubbliche jugoslave e delle province autonome. La Presidenza allargata non era fondata sulla Costituzione e non poteva adottare alcuna decisione.

### Periodo Post-Tito
Dopo la morte di Tito, ogni anno veniva eletto un nuovo presidente della Presidenza. L'ordine di rotazione dei membri nella posizione di leader veniva concordato in anticipo, quindi questa elezione annuale era una pura formalità. Il sistema di rotazione si è bloccato solo nel maggio 1991: Stipe Mesić, rappresentante del nuovo governo croato di Franjo Tuđman alla Presidenza, stava per essere eletto e non venne eletto a causa dell'opposizione di metà della Presidenza controllata dal leader serbo Slobodan Milošević. Il massimo ufficio statale della federazione che si stava disintegrando rimase vacante fino al 1º luglio, quando Mesić fu finalmente eletto.
Solo un anno dopo la morte di Tito, i leader jugoslavi hanno dovuto affrontare violente rivolte in Kosovo. Il 2 aprile 1981 la Presidenza sotto la presidenza di Cvijetin Mijatović ha dichiarato lo stato di emergenza a Pristina e Kosovska Mitrovica, che è durato una settimana. La Presidenza dichiarò nuovamente lo stato di emergenza, quella volta su tutto il territorio del Kosovo, il 27 febbraio 1989 sotto la presidenza di Raif Dizdarević, quando in Kosovo scoppiarono disordini ancora più gravi.
Lo stato di emergenza in Kosovo venne imposto, per la terza volta nella Jugoslavia post-Tito, dalla Presidenza, nel febbraio 1990.
La composizione dell'ultima Presidenza eletta nel maggio 1989 rifletteva sia l'approccio al pluralismo politico in alcune parti della federazione sia l'inizio dell'agonia che avrebbe portato alla dissoluzione della Jugoslavia:
- Janez Drnovšek dalla Slovenia e Bogic Bogicevic dalla Bosnia-Erzegovina sono stati eletti in elezioni dirette tenutesi nelle loro repubbliche.[10]
- I rappresentanti di Serbia, Montenegro, Kosovo e Vojvodina, ossia metà della Presidenza, agivano de facto sotto il controllo di Slobodan Milošević.[5][11]
- Stipe Šuvar, rappresentante croato di opinioni fortemente filo-jugoslave, è stato sostituito nell'ottobre 1990 da Stipe Mesić nominato dal governo croato.[12]

Nell'estate del 1991 Mesic e Drnovsek, riguardo alle loro repubbliche indipendenti, cessarono di partecipare alle sessioni della Presidenza. Furono seguiti da Bogicevic e Vasil Tupurkovski dalla Macedonia, cosicché la Presidenza di fatto cessò di esistere, sebbene i membri della Serbia, delle sue province (Kosovo e Vojvodina) e del Montenegro continuarono a tenere sessioni fino al 1992.

## Presidenti della Presidenza della Repubblica Socialista Federale di Jugoslavia
| Capo di Stato                                                             | Capo di Stato | Capo di Stato   | Partito                          | Inizio         | Fine          |
| ------------------------------------------------------------------------- | ------------- | --------------- | -------------------------------- | -------------- | ------------- |
| Presidente della Repubblica Socialista Federale di Jugoslavia (1971-1980) |               |                 |                                  |                |               |
|                                                                           |               | Josip Broz Tito | Lega dei Comunisti di Jugoslavia | 30 giugno 1971 | 4 maggio 1980 |

| Presidente della Presidenza della Repubblica Socialista Federale di Jugoslavia (1980-1992) |                                                 |                               |                                                         |                 |                 |
|                                                                                            |                                                 | Lazar Koliševski              | Lega dei Comunisti di Jugoslavia                        | 4 maggio 1980   | 15 maggio 1980  |
|                                                                                            |                                                 | Cvijetin Mijatović            | Lega dei Comunisti di Jugoslavia                        | 15 maggio 1980  | 15 maggio 1981  |
|                                                                                            |                                                 | Sergej Kraigher               | Lega dei Comunisti di Jugoslavia                        | 15 maggio 1981  | 15 maggio 1982  |
|                                                                                            |                                                 | Petar Stambolić               | Lega dei Comunisti di Jugoslavia                        | 15 maggio 1982  | 15 maggio 1983  |
|                                                                                            |                                                 | Mika Špiljak                  | Lega dei Comunisti di Jugoslavia                        | 15 maggio 1983  | 15 maggio 1984  |
|                                                                                            |                                                 | Veselin Đuranović             | Lega dei Comunisti di Jugoslavia                        | 15 maggio 1984  | 15 maggio 1985  |
|                                                                                            |                                                 | Radovan Vlajković             | Lega dei Comunisti di Jugoslavia                        | 15 maggio 1985  | 15 maggio 1986  |
|                                                                                            |                                                 | Sinan Hasani                  | Lega dei Comunisti di Jugoslavia                        | 15 maggio 1986  | 15 maggio 1987  |
|                                                                                            |                                                 | Lazar Mojsov                  | Lega dei Comunisti di Jugoslavia                        | 15 maggio 1987  | 15 maggio 1988  |
|                                                                                            |                                                 | Raif Dizdarević               | Lega dei Comunisti di Jugoslavia                        | 15 maggio 1988  | 15 maggio 1989  |
|                                                                                            |                                                 | Janez Drnovšek                | Lega dei Comunisti di Jugoslavia                        | 15 maggio 1989  | 15 maggio 1990  |
|                                                                                            |                                                 | Borisav Jović                 | Lega dei Comunisti di Jugoslavia (fino al gennaio 1990) | 15 maggio 1990  | 15 maggio 1991  |
|                                                                                            | Partito Socialista di Serbia (dal gennaio 1990) | Borisav Jović                 |                                                         | 15 maggio 1990  | 15 maggio 1991  |
|                                                                                            |                                                 | Sejdo Bajramović (ad interim) | Partito Socialista di Serbia                            | 16 maggio 1991  | 30 giugno 1991  |
|                                                                                            |                                                 | Stjepan Mesić                 | Unione Democratica Croata                               | 30 giugno 1991  | 5 dicembre 1991 |
|                                                                                            |                                                 | Branko Kostić (ad interim)    | Partito Democratico dei Socialisti del Montenegro       | 5 dicembre 1991 | 15 giugno 1992  |